# Poecilmitis perseus
Poecilmitis perseus är en fjärilsart som beskrevs av Henning 1977. Poecilmitis perseus ingår i släktet Poecilmitis och familjen juvelvingar. Inga underarter finns listade i Catalogue of Life.